# Pitimbu
Pitimbu est une ville brésilienne du littoral sud de l'État du Paraïba.
Sa population était estimée à 16 140 habitants en 2007. La municipalité s'étend sur 136 km2.